# Élections sénatoriales de 1948 dans le Finistère
Les élections sénatoriales dans le Finistère ont lieu le dimanche 7 novembre 1948. Elles ont pour but d'élire les sénateurs représentant le département au Sénat pour un mandat de neuf années.

## Contexte départemental
Lors des élections sénatoriales du 7 novembre 1948 dans le Finistère, deux conseillers de la République ont été élus selon un mode de scrutin proportionnel, un membre du MRP : Antoine Vourc'h et un du PCF : Albert Jaouen.

## Sénateurs sortants
| Sénateur | Sénateur        | Parti | Fonctions lors de l'élection en 1948       |
| -------- | --------------- | ----- | ------------------------------------------ |
|          | Antoine Vourc'h | RPF   | Sortant, conseiller général de Châteaulin. |
|          | Albert Jaouen   | PCF   | Sortant, conseiller municipal de Brest.    |

## Listes
Il y avait cinq listes de constituées pour ces élections : 
| N° | Candidats | Candidats       | Parti | Principales fonctions                                      |
| -- | --------- | --------------- | ----- | ---------------------------------------------------------- |
| 01 |           | Antoine Vourc'h | RPF   | Maire de Lannilis.                                         |
| 02 |           | Joseph Pinvidic | RPF   | Conseiller général de Landivisiau et maire de Landivisiau. |
| 03 |           | Yves Le Bot     | RPF   | Maire de Lannilis.                                         |
| 03 |           | Jérôme Bizien   | RPF   |                                                            |

| N° | Candidats | Candidats          | Parti | Principales fonctions                              |
| -- | --------- | ------------------ | ----- | -------------------------------------------------- |
| 01 |           | Hippolyte Masson   | SFIO  | Ancien député, ancien maire de Brest et de Morlaix |
| 02 |           | Jean-Louis Rolland | SFIO  | Sortant, ancien député, maire de Landerneau.       |
| 03 |           | Pierre Postollec   | SFIO  | Maire et conseiller général de Carhaix             |
| 04 |           | Jean-Louis Faou    | SFIO  | Conseiller municipal de Quimper.                   |

| N° | Candidats | Candidats        | Parti | Principales fonctions                                                        |
| -- | --------- | ---------------- | ----- | ---------------------------------------------------------------------------- |
| 01 |           | Yves Jaouen      | MRP   | Président du conseil général, conseiller général de Brest-2, maire de Brest. |
| 02 |           | Xavier Trellu    | MRP   | Ancien conseiller général de Douarnenez.                                     |
| 03 |           | Joseph Croissant | MRP   | Conseiller général de Scaër.                                                 |
| 04 |           | Paul Lareur      | MRP   | Conseiller général de Saint-Renan, maire de Plouzané                         |

| N° | Candidats | Candidats           | Parti | Principales fonctions                   |
| -- | --------- | ------------------- | ----- | --------------------------------------- |
| 01 |           | Albert Jaouen       | PCF   | Sortant, conseiller municipal de Brest. |
| 02 |           | Guillaume Leyer     | PSU   | Conseiller municipal de Brest           |
| 03 |           | François Kerdoncuff | MUR   |                                         |
| 04 |           | Jeanne Campion      | PCF   |                                         |

| N° | Candidats | Candidats       | Parti   | Principales fonctions                                                           |
| -- | --------- | --------------- | ------- | ------------------------------------------------------------------------------- |
| 01 |           | Yves Bourhis    | Rad-soc | Conseiller général et maire du Faou.                                            |
| 02 |           | Emmanuel Tanguy | Rad-soc | Maire de Le Trévoux.                                                            |
| 03 |           | Albert Le Bail  | Rad-soc | Ancien député, conseiller général de Plogastel-Saint-Germain, maire de Plozévet |
| 04 |           | Édouard Kamp    | Rad-soc | Adjoint à Morlaix                                                               |

## Résultats
| Candidat et parti politique | Candidat et parti politique | Candidat et parti politique | Premier tour | Premier tour | Premier tour |  |
| Candidat et parti politique | Candidat et parti politique | Candidat et parti politique | Voix         | %            | Élus         |  |
| --------------------------- | --------------------------- | --------------------------- | ------------ | ------------ | ------------ |  |
|                             | Antoine Vourc'h *           | RPF                         | 753          | 41,95        | 2            |  |
|                             | Hippolyte Masson            | SFIO                        | 422          | 23,51        | 1            |  |
|                             | Yves Jaouen                 | MRP                         | 292          | 16,27        | 1            |  |
|                             | Alphonse Penven             | PCF                         | 232          | 12,93        | 0            |  |
|                             | Yves Bourhis                | Rad-soc                     | 96           | 5,35         | 0            |  |
|                             |                             |                             |              |              |              |  |
| Inscrits                    | Inscrits                    | Inscrits                    | 1 797        |              | 4            |  |
| Abstentions                 | Abstentions                 | Abstentions                 | 1            | 0,06         |              |  |
| Votants                     | Votants                     | Votants                     | 1 796        | 99,94        |              |  |
| Blancs et nuls              | Blancs et nuls              | Blancs et nuls              | 1            | 0,06         |              |  |
| Exprimés                    | Exprimés                    | Exprimés                    | 1 795        | 99,94        |              |  |

### Sénateurs élus
| Sénateur | Sénateur          | Parti | Fonctions lors de l'élection en 1948                                         |
| -------- | ----------------- | ----- | ---------------------------------------------------------------------------- |
|          | Antoine Vourc'h * | RPF   | Maire de Lannilis.                                                           |
|          | Joseph Pinvidic   | RPF   | Conseiller général de Landivisiau et maire de Landivisiau.                   |
|          | Hippolyte Masson  | SFIO  | Ancien député, ancien maire de Brest et de Morlaix                           |
|          | Yves Jaouen       | MRP   | Président du Conseil général, conseiller général de Brest-2, maire de Brest. |